# Bolyphantes nigropictus
Bolyphantes nigropictus es una especie de araña araneomorfa del género Bolyphantes, familia Linyphiidae. Fue descrita científicamente por Simon en 1884.
Se distribuye por el Mediterráneo occidental. El cuerpo de esta especie mide aproximadamente 2,6-3,2 milímetros de longitud.